# ناقوره
ناقوره (به عربی: الناقورة‎‎) شهری کوچک در جنوب لبنان است. از ۲۳ مارس ۱۹۷۸ نیروهای حافظ صلح سازمان ملل مستقر در لبنان در این شهر حضور دارند.

## تاریخچه
ویکتور دروین در سال ۱۸۷۵، در دوران امپراتوری عثمانی، این شهر را اینگونه توضیح داده: روستا بر روی یک تپه قرار دارد، در جنوب آن یک مسیر عمیق است، که از طریق آن بهار به نام عین ناقوره، که آب‌های مزارع درختان انجیر و زیتون با هم مخلوط می‌شوند. این روستا شامل ۴۰۰ نفر از شیعیان لبنان است. خانه‌ها مردن بوده ولی از نظر نظم و ترتیب باستانی هستند. بنابراین دهکده قدیمی باید اینجا وجود داشته باشد.

در سال ۱۸۸۱ میلادی صندوق اکتشافات فلسطین در غرب این شهر را اینگونه توصیف کرده: روستایی ساخته شده از سنگ که دارای ۲۵۰ نفر مسلمان می‌باشد که در پایین تپه ساحل دریا قرار دارد. همچنین باغ‌های زیتون، انار، انجیر و زمین‌های زراعی؛ بوته‌زاری در شرق؛ دو چشمه با آب فراوان.